# Gigantactis balushkini
Gigantactis balushkini is een straalvinnige vissensoort uit de familie van wipneuzen (Gigantactinidae). De wetenschappelijke naam van de soort is voor het eerst geldig gepubliceerd in 1984 door Kharin.